# Charles Itandje
Charles-Hubert Itandje (n. 2 noiembrie 1982) este un fotbalist francez care joacă pentru clubul grec PAOK Salonic.

## Cariera

### Carieră internațională
Cu toate că părinții lui Itandje sunt din Camerun, el a fost selectat de echipa Franței sub 21 de ani. În 2006, el a fost sunat de Echipa națională de fotbal a Franței după un sezon la RC Lens. El a fost selectat la naționala sub 21 de ani a Franței, și a devenit cunoscut pentru inițiativa sa de a deruta adversarii pe durata loviturilor de penalty.

### Cariera la club

#### Liverpool
Itandje a semnat pentru Liverpool, în august 2007, ca acoperire pentru Pepe Reina permițând astfel ca Scott Carson să plece la Aston Villa pe restul sezonului împrumutat să joace tot sezonul regular. Itandje a spus despre mutarea sa: "La Liverpool nu am fost un portar foarte bun în acești trei ani de activitate pentru ei. Eu sunt în mod clar merg pentru a fi numărul 2. Dar, există 60 meciuri din acest sezon pe care le-am planificat să joc în Cupa Ligii și Cupa FA." El a debutat pentru Liverpool în meciul de cupă disputat împotriva echipei Reading pe 25 septembrie, câștigat de Liverpool cu scroul de 4-2, și în total, a jucat în 7 meciuri în sezonl 2007-2008. A fost pus pe lista de transferuri după aducerea lui Diego Cavalieri, dar nu a acceptat oferta echipei Galatasaray. Din 2009 nu a mai jucat pentru FC Liverpool..

#### Kavala
În data de 29 august 2009 el a fost împrumutat de către Kavala. Liverpool a decis să-l lase să plece în timpul ceremoniei de comemorare de la dezastrul din Hillsborough.

#### Atromitos Atena
În luna decembrie 2010 s-a transferat din postura de liber de contract la clubul grec Atromitos Atena.